# Vittorio Gandolfi
Vittorio Gandolfi (Parma, 28 aprile 1919 – Milano, 1999) è stato un architetto e urbanista italiano considerato uno dei massimi esponenti del secondo razionalismo italiano.

## Biografia

Esterno della chiesa di Sant’Antonio Maria Zaccaria, Milano

Vittorio Gandolfi nacque nel 1919 a Parma, figlio di Gino Gandolfi, noto direttore d'orchestra e compositore, e fratello del giurista e professore Giuseppe, ma visse fin da giovane a Salsomaggiore.

Si laureò al Politecnico di Milano con 100 e lode sotto la guida di Giovanni Muzio, Luigi Dodi e Piero Portaluppi nel 1942.
Fu docente di disegno alla facoltà di Ingegneria del Politecnico di Milano dal 1952 al 1960, assistente e docente di Composizione architettonica nello stesso ateneo dal 1958 al 1963. Nel 1965 si trasferì all’Università di Genova, dove fu professore incaricato di Elementi di Architettura e Rilievo dei Monumenti e dal 1980 al 1985 Ordinario di Composizione Architettonica, oltre che direttore dell'Istituto di progettazione architettonica.
Svolse incarichi di gestione e ricerca presso il Centro studi d'architettura per la comunità cristiana di Milano e presso il Centro studi per l’architettura sacra e la città di Bologna e, allo stesso tempo, diresse la formazione di professionisti per conto del gruppo INA-Casa durante il secondo settennato del piano. Fece parte della Commissione Urbanistica del comune di Milano e del Comitato direttivo della rivista Chiesa e Quartiere, oltre che membro dell'Accademia nazionale di San Luca e accademico Clementino.
Considerato uno dei principali esponenti del secondo razionalismo italiano, fu particolarmente attivo nel campo dell’edilizia residenziale, tra cui numerosi progetti per l'INA-Casa a Piacenza (1949) e Parma (1953-58) e per l'INCIS a Milano e Parma (1950-52), dell’infrastrutture aeroportuali, con gli Aeroporti di Milano-Malpensa (1958-1960), Milano-Linate (1960-62) e il progetto per quello di Lagos (1962), e dell’architettura religiosa, come la Chiesa della Madonna del Lago (1955), la Chiesa di Santo Spirito (1962), la Chiesa di Sant'Antonio Maria Zaccaria (1966) e la Chiesa di San Francesco di Sales (1968). 

Altro progetto notevole fu la Torre Servizi Tecnici Comunali di Milano (1955-66).

Affiancò l'attività di architetto a quella di urbanista: sono suoi i piani urbanistici per i quartieri QT8 (1947), Ca'Granda (1954-56), Gallaratese (1957), Chiesa Rossa (1960) e "Habitat 80" Boffalora (1975) di Milano, Po (1950) di Cremona e Montanara (1956) di Parma.
Numerose furono le sue pubblicazioni in diverse riviste specializzate tra cui Chiesa e Quartiere, Paramento, Edilizia Moderna e Domus.

## Progetti principali

### Quartiere Triennale 8

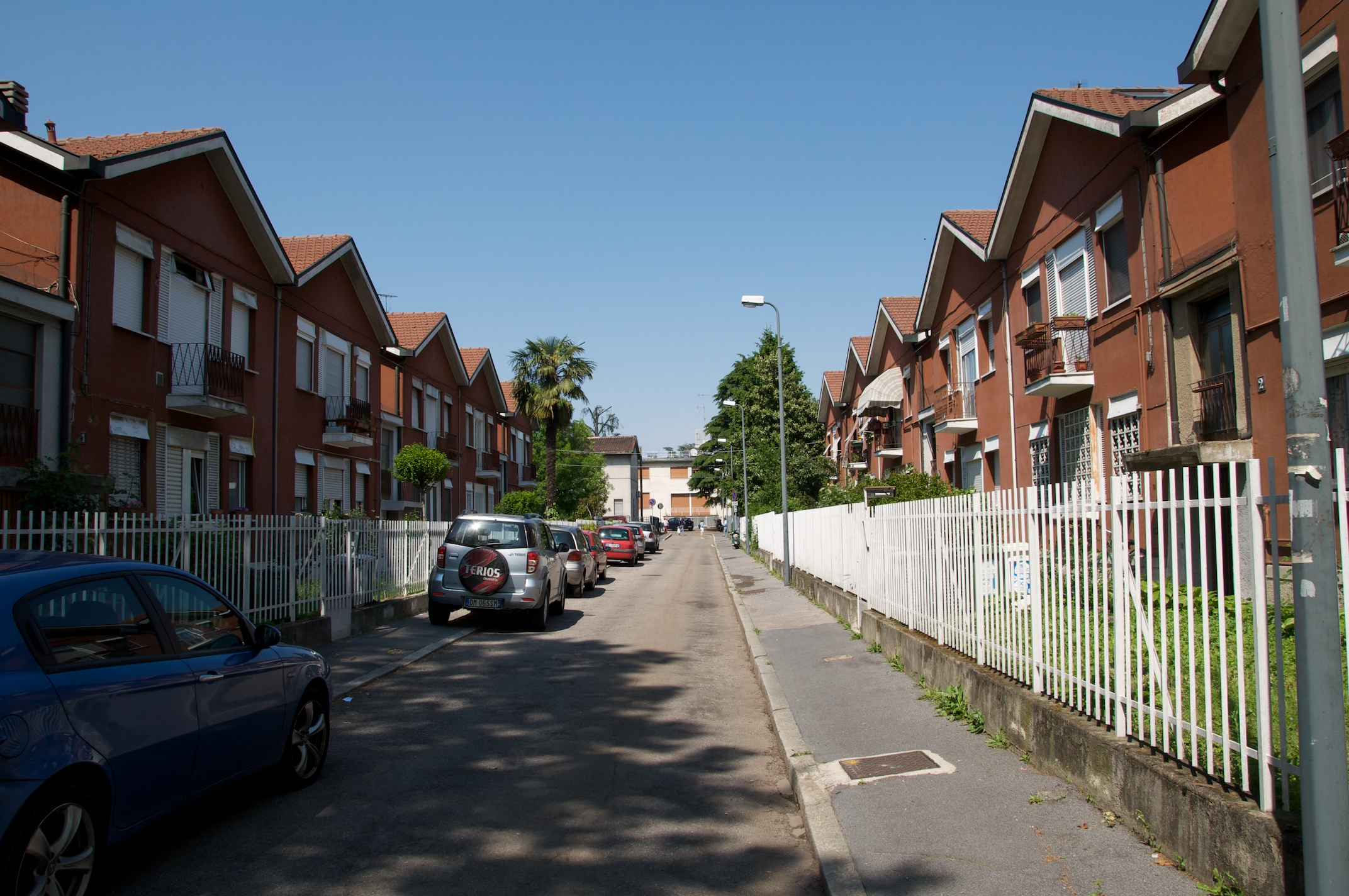
Tipica strada del quartiere QT8

Nel 1945, nell'ambito della VIII Triennale di Milano prevista per il 1947 e il cui tema fu l'Abitare, venne incaricato come Commissario Straordinario l'arch. Piero Bottoni.

La città era nel vivo della ricostruzione all'indomani della guerra e fu proprio Bottoni, che meditava il progetto già da diversi anni, a promuovere la realizzazione di un "Quartiere sperimentale", denominato poi QT8 (acronimo di "Quartiere della Triennale Ottava"), il cui scopo non era soltanto quello di dare una casa ai numerosi sfollati che l'avevano persa a seguito dei bombardamenti alleati su Milano, ma di realizzare un quartiere che permettesse di dar vita a un modello in scala reale delle possibilità offerte dalla moderna urbanistica.
Nel 1946 venne quindi indetto un concorso nazionale per la stesura di un piano urbanistico: a vincerlo fu un gruppo di architetti di cui facevano parte Gandolfi, Ezio Cerruti, Mario Morini, Gino Pollini, Mario Pucci e Aldo Putelli. Il progetto, svincolato dai canoni architettonici dell'epoca, prevedeva abitazioni di vario genere orientate con asse eliotermico divise in quattro settori residenziali raccolte attorno ad un grande parco con annesso centro sportivo e lago artificiale. Ogni settore era dotato di ogni sorta di servizio primario (negozi, asili..) mentre il grosso dei servizi sociali, commerciali e culturali si trovava al centro dell'area.

Nel 1947 i lavori per la realizzazione dell'area erano già in fase avanzata ma mancavano ancora i progetti per molti degli edifici da realizzarvi. Lo stesso anno, in collaborazione con Ezio Cerruti, Vittoriano Viganò e Aldo Putelli, Gandolfi vinse un altro progetto per la realizzazione, sempre all'interno del progetto del QT8, di un gruppo di Case a schiera binate a 6 letti.

Con gli anni il progetto urbanistico realizzato nel 1946 venne rimaneggiato da Bottoni e dai suoi collaboratori, mantenendo tuttavia il nucleo originario progettato da Gandolfi. I lavori si concluderanno definitivamente soltanto nel 1954.

### Torre dei Servizi Tecnici Comunali

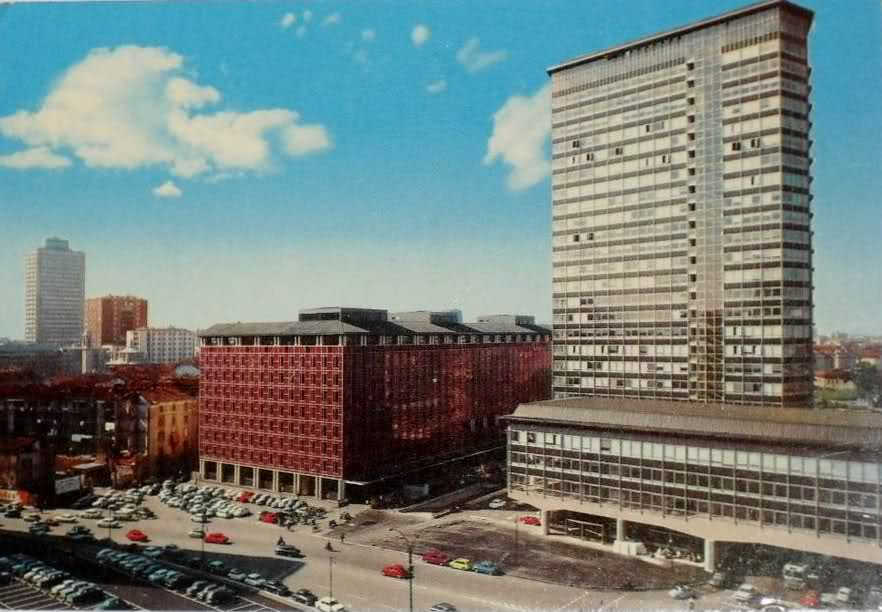
A destra la Torre dei Servizi Tecnici Comunali negli anni '60

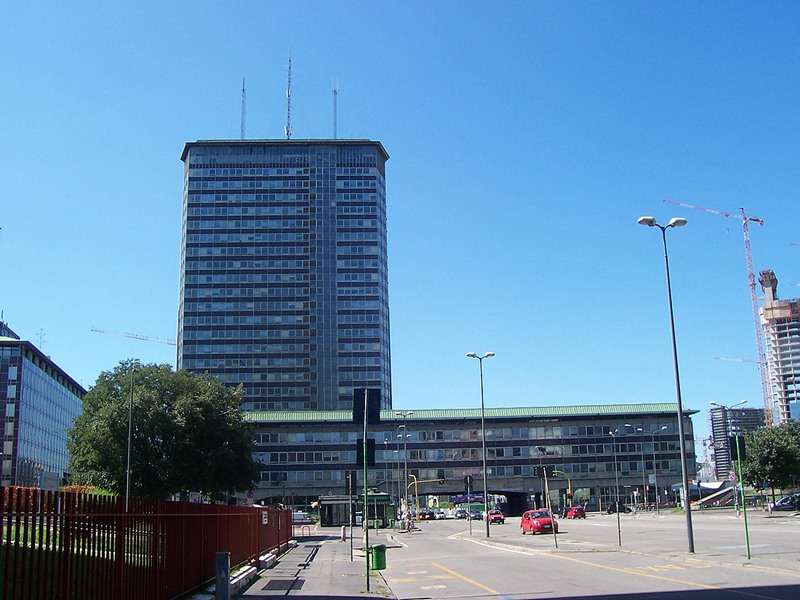
La Torre dei Servizi Tecnici Comunali vista da via Melchiorre Gioia: si nota il corpo a ponte che scavalca la strada

La Torre dei Servizi Tecnici Comunali venne progettata nel 1955 a seguito di un concorso nazionale vinto dal progetto realizzato da Gandolfi e dagli architetti Renato Bazzoni, Luigi Fratino e Aldo Putelli, come parte dell'incompiuto Centro direzionale di Milano, previsto nel piano regolatore realizzato per la città di Milano nel 1953. Essa doveva ospitare gli uffici dei settori Edilizia e Urbanistica del Comune di Milano.

### Casa INCIS
Considerata una delle sue migliori opere, la Casa per l'Istituto nazionale per le case degli impiegati statali di via Negroli 23 a Milano venne progettata nel 1951 in collaborazione con gli ingegneri Giuseppe Ciribini e Pio Montesi.
È un edificio lineare composto da due volumi affiancati intorno a un corpo di scale centrale, leggermente sfalsati l'uno rispetto all'altro. L'edificio, di dodici piani, è un complesso residenziale pensato per accogliere circa mille residenti in alloggi bifamiliari. Le abitazioni sono separate da lunghi corridoi centrali scanditi da una serie di aperture, rivolte alla città, che garantiscono ai piani più alti interessanti scorci sul tessuto urbano circostante, ma anche la corretta illuminazione naturale e il giusto ricambio d'aria. La scansione orizzontale del fronte principale, disegnato come serie di fasce piene intonacate di color rosso e di vuoti dovuti a logge e balconi, richiama la distribuzione e ripetizione interna degli alloggi.
Dal 2013 l'edificio è stato sottoposto a una lunga operazione di ristrutturazione e pulizia delle facciate, che non si è ancora conclusa.
Il complesso, particolarmente imponente e poco apprezzato dai cittadini per il suo aspetto esteriore, venne invece caldamente accolto dai critici che ne esaltarono le soluzioni abitative, notevoli per l'epoca ed ispirate all'Unité d'Habitation di Le Corbusier.

### Aerostazione di Malpensa

In alto il Terminal 2, realizzato da Gandolfi, al centro a sinistra il Terminal 1

Il primo progetto per la realizzazione dell'Aerostazione di Malpensa (1956) fu dell'ingegnere Francesco Aimone Jelmoni, che si occupò prevalentemente delle piste, e dell'architetto Vittorio Gandolfi, entrambi del Politecnico di Milano: esso prevedeva due piste parallele sull'asse nord-sud, di 2.628 (pista ovest) e 3.915 metri (pista est), con un raccordo di rullaggio e un'aerostazione passeggeri sul piazzale di sosta aeromobili.

Gandolfi, che negli stessi anni progettò anche l'aerostazione per l'Aeroporto di Milano-Linate, si occupò della realizzazione dell'aerostazione per i passeggeri e degli edifici dedicati ai servizi. Venne costruito un primo edificio prospiciente il piazzale aeromobili, con ai piani superiori il gruppo dei ristoranti e al piano terra alcuni punti di imbarco. L'aerostazione, collocata fra le due piste, a nord del raccordo centrale e del piazzale di sosta, è composta da quattro corpi, con strutture in calcestruzzo per il piano interrato ed in acciaio e vetro per i piani superiori, destinati ai viaggiatori delle linee nazionali.

I lavori presero il via il 19 aprile 1958 e si conclusero nel 1960. Il progetto tuttavia, a causa delle ristrettezze finanziarie della Società Esercizi Aeroportuali, che gestiva i lavori, fu attuato solo parzialmente.
Negli anni l'aeroporto subì diverse modifiche ed espansioni tant'è che ad oggi l'edificio progettato da Gandolfi corrisponde sostanzialmente al solo Terminal 2, mentre il Terminal 1, realizzato a fine anni 90, gestisce la maggior parte dei voli transitanti per l'aeroporto.

## Elenco dei progetti (parziale)

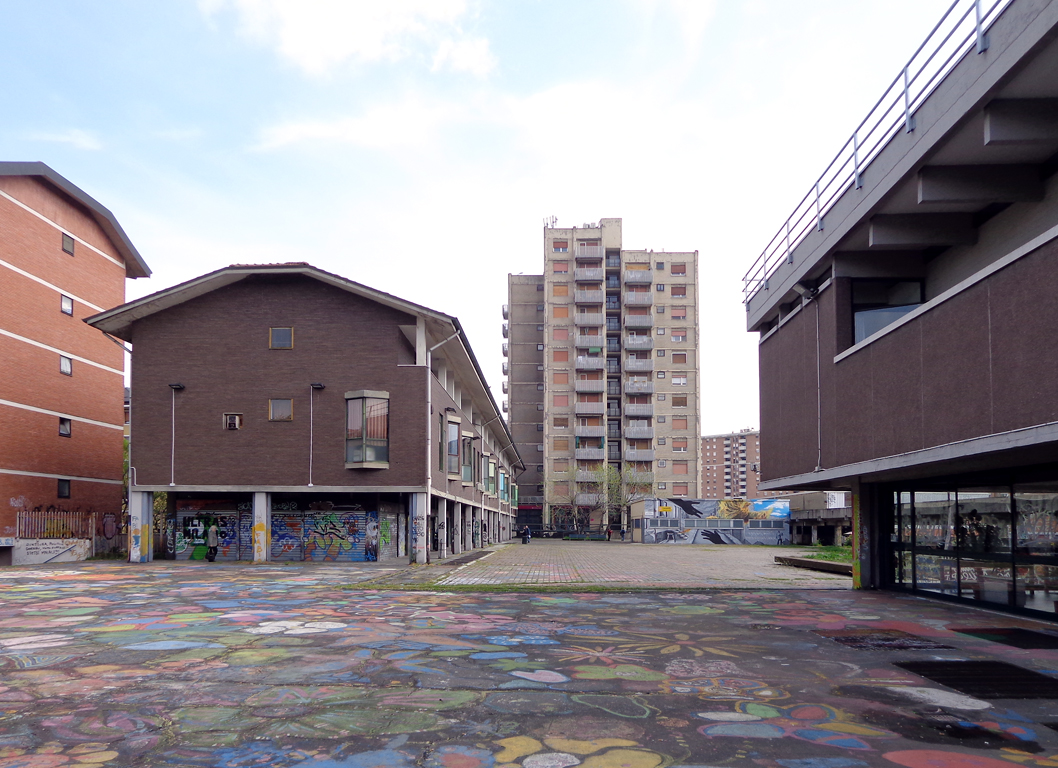
Centro civico del quartiere Chiesa Rossa, Milano

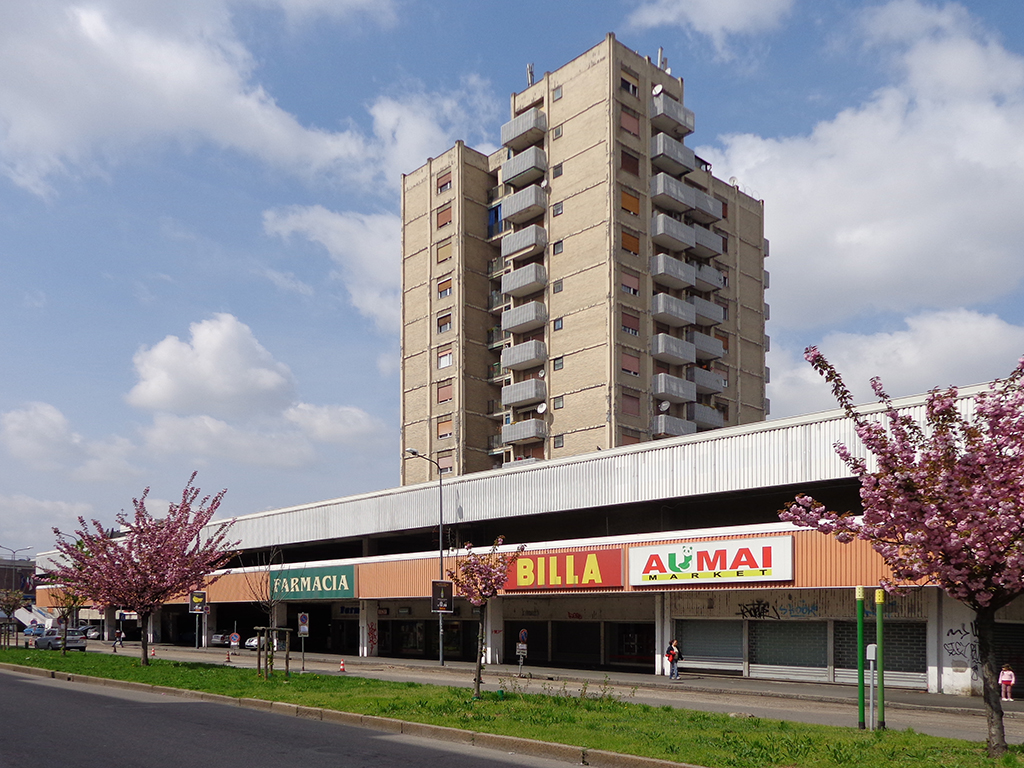
Torre di Chiesa Rossa, Milano

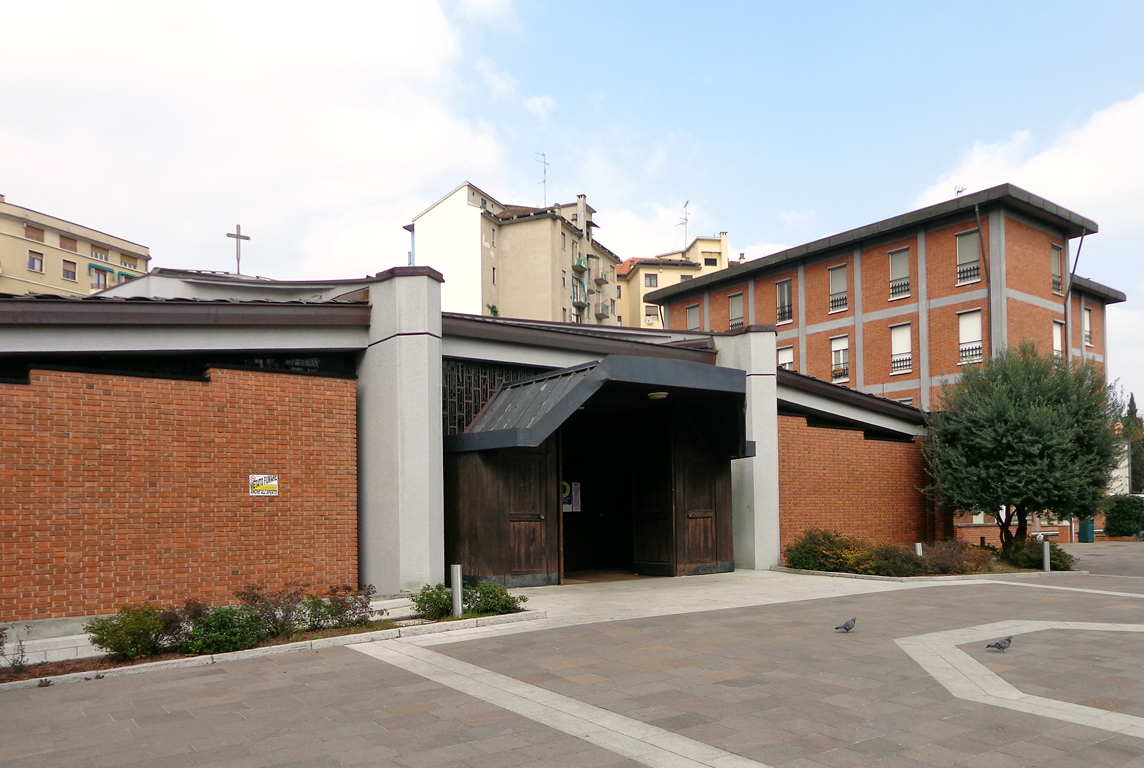
Esterno della chiesa di Santo Spirito, Milano

- 1942: Agenzia della Cassa di Risparmio, Villanova sull'Arda
- 1946: Piano urbanistico per il QT8, Milano, con architetti vari
- 1947: 
  - Case a schiera binate a 6 letti, Quartiere Triennale 8, Milano, con Ezio Cerruti, Vittoriano Viganò e Aldo Putelli
  - Casa dell'architetto, Salsomaggiore Terme
- 1949: 
  - Palazzo degli Uffici Finanziari, Brindisi
  - Case d'abitazione economico-popolare per l'INA-Casa, Piacenza, con Ludovico Magistretti, Carlo Pagani e Mario Tevarotto
- 1950: Piano urbanistico per il Quartiere Po, Cremona, con Libero Guarneri, Fulvio Melioli e Aldo Ranzi
- 1951: 
  - Casa INCIS di via Negroli, Milano, con Giuseppe Ciribini e Pio Montesi
  - Complesso residenziale INCIS di strada Garibaldi 46, Parma
- 1953-1958: Case Borgo Montanara, al Cristo e di via Trieste per l'INA-Casa, Parma
- 1954-1955: Santuario dedicato a S.Maria Ausiliatrice in località Poggetto a Salsomaggiore Terme, divenuto chiesa parrocchiale nel 1959
- 1954-1956: Piano urbanistico per il Quartiere Ca' Granda, Milano
- 1955: 
  - Chiesa e Casa di riposo Opera nazionale Familiari Sacerdoti, Piacenza
  - Residenza Ca' Granda Nord di via Demonte, Milano
  - Chiesa della Madonna del Lago, Segrate
- 1956: 
  - Scuola elementare al quartiere Niguarda, Milano
  - Concorso per la realizzazione della Basilica santuario Madonna delle Lacrime, Siracusa, con Lucio Fontana e Mario Righini
  - Piano urbanistico per il Quartiere Montanara, Parma
- 1956-1957: Case a vita di vespa, Metanopoli, San Donato Milanese
- 1956-1960: Aerostazione di Malpensa, Ferno
- 1957: Piano urbanistico per il Quartiere Gallaratese, Milano, con architetti vari
- 1960: 
  - Istituto d'Istruzione Superiore Marconi, Piacenza
  - Ex-Caserma dei Vigili del fuoco, Piacenza
  - Nuova Galleria Alberoni, nel complesso del Collegio Alberoni, Piacenza
  - Piano urbanistico per il Quartiere Chiesa Rossa, Milano, con Cesare Blasi
  - Torre di Chiesa Rossa, Milano
- 1960-1962: Ampliamento dell'Aerostazione di Linate, Milano
- 1960-1963: Istituto Tecnico Agrario Raineri, Piacenza
- 1962: 
  - Chiesa di Santo Spirito, Milano
  - Concorso per la realizzazione dell'Aeroporto di Lagos, Nigeria, con Augusto Magnaghi e Mario Terzaghi
- 1966: 
  - Torre Servizi Tecnici Comunali, Milano, con Renato Bazzoni, Luigi Fratino e Aldo Putelli
  - Chiesa di Sant'Antonio Maria Zaccaria, Milano
- 1967: Ampliamento dell'Ospedale neuropsichiatrico provinciale, Piacenza
- 1968: Chiesa di San Francesco di Sales, Milano
- 1970-1974: Ampliamento dell'Aerostazione di Malpensa, Ferno
- 1972: Chiesa di Sant’Andrea Apostolo, Bologna
- 1975: 
  - Aerostazione Alitalia all'Aeroporto di Fiumicino, Roma
  - Piano urbanistico per il Quartiere "Habitat 80" Boffalora, Milano
- 1980: Chiesa di Sant'Antonio da Padova, Castelfidardo

## Pubblicazioni
- Vittorio Gandolfi, Gli studi nella casa, collana Quaderni di Domus n. 2, Milano, Editoriale Domus, 30 giugno 1945.
- Vittorio Gandolfi e Pietro Portaluppi, Vittorio Gandolfi architetto: attività dal 1942 al 1962, 1963.
- Vittorio Gandolfi, Il Teatro Farnese di Parma, Parma, 1980.
- Vittorio Gandolfi, L'acciaio nell'architettura, Milano, Centro italiano Sviluppo e Impieghi Acciaio, 1980.